# 擬柱體

拟柱体由兩個平形面A1和A3組成，圖中展示了中截面A2和其高h

拟柱体（prismatoid）是指所有的顶点都在两个平行平面中的多面体。其側面可能是三角形、梯形或平行四邊形。如果兩個平行面的頂點數相同，且側面為平行四邊形或梯形，則稱為稜錐台（prismoid），而此處的稜錐台與錐台並不等價。
一般的柱體、稜台、帳塔、球台等都屬於擬柱體。由於拟柱体必須滿足顶点都在两个平行平面的條件，因此部分的柱狀立體、盾片狀和罩帳皆不屬於拟柱体。

## 性質
下面給出一般擬柱體（不包括帳塔）體積的計算公式：
{\displaystyle V={\frac {h(S_{h}+S_{0}+4S_{\frac {h}{2}})}{6}}}
其中，h為高，{\displaystyle S_{\frac {h}{2}}}在高度{\displaystyle {\frac {h}{2}}}平行於底面的截面積；{\displaystyle S_{h}}，高度h，就是頂面；{\displaystyle S_{0}}，高度0，就是底面。
其來源為對不超過三次的多項式，以辛普森積分法求定積分之結果。

## 例子
| 錐體 | 楔體 | 平行六面体 | 棱柱 | 反棱柱 | 反棱柱 | 反棱柱 | 帳塔 | 錐台 |
| ---- | ---- | ---------- | ---- | ------ | ------ | ------ | ---- | ---- |
|      |      |            |      |        |        |        |      |      |

- 平行六面体
- 反棱柱
- 棱柱
- 帳塔